# 范埃滕 (紐約州普查規定居民點)
范埃滕（英語：Van Etten）是位於美國紐約州希芒縣的普查規定居民點。

## 人口
根據2020年美國人口普查的數據，范埃滕的面積為3.32平方千米，皆為陸地。當地共有人口601人，而人口密度為每平方千米181.02人。